# Norodom Sihanouk
Preah Bat Samdech Preah Norodom Sihanouk Varman, más conocido como Norodom Sihanouk (en camboyano: នរោត្តម សីហនុ; Nom Pen, Indochina francesa, 31 de octubre de 1922-Pekín, China, 15 de octubre de 2012), hijo del rey Norodom Suramarit y la reina Sisowath Kossamak, fue conocido como Padre de la Patria por dirigir a Camboya hacia la independencia del dominio francés en 1954.
Se constituye hoy en la persona que más puestos políticos y por más tiempo ha tenido en la historia del siglo XX según el Libro Guinness de los Récords. Es considerado por el estudioso camboyano Daoy Kaew Samnang como uno de los asiáticos más influyentes del siglo XX.[cita requerida]
También era músico y con frecuencia cantaba en las recepciones que le hacían. Conocía varias lenguas, entre ellas el español. Dirigió algunas obras cinematográficas y musicales.
Falleció en Pekín el 15 de octubre de 2012 a los 89 años.

## Nombres y títulos
Desde su abdicación, el título oficial de Sihanouk en la versión más breve y popular es Preah Karuna Preah Bat Sâmdech Preah Norodom Sihanouk Preahmâhaviraksat.
La traducción literal de dicho título en español sería:
- Preah ("sagrado" de la palabra hindú ब्राह्मण, "brahmin").
- Karuna ("misericordioso" que se refiere el concepto budista de karuna).
- Bat ("pie", del sánscrito pāda, relacionada con el latín pes, pedis, castellano pie).
- Sâmdech ("señor, príncipe, excelencia").
- Norodom (a modo de apellido como "Norodom de Camboya", usado por la familia real desde antiguo).
- Sihanouk (nombre propio de Sihanouk; contracción de siha-, "león," del sánscrito siṃha, de singa- en Singapur; y -hanouk, del sánscrito hanu, "colmillos").
- Preahmâhaviraksat (preah, "sagrado"; -mâha-, sánscrito "grandioso" con maha- en maharajá; -vira-, sánscrito vīra "valiente o eminente, varón, héroe, jefe" relacionada con el latín vir, viris, en castellano varón; -ksat, "guerrero, gobernante" de la palabra sánscrita Kshatriya).

La palabra "padre" ("Rey Padre") no aparece en el título camboyano, solo en los idiomas occidentales como "Su Majestad el Rey Padre Norodom Sihanouk" para distinguir que es su hijo el monarca reinante, el cual es Su Majestad Norodom Sihamoní.
Sihanouk se refiería con frecuencia a sí mismo como Sâmdech Euv, que se podría traducir literalmente como "Señor Papá".

## Infancia
El príncipe Sihanouk asistió a la escuela primaria François-Baudoin de Nom Pen. La educación secundaria la realizó en Saigón en el "Lycée Chasseloup Laubat", donde estudió hasta su coronación. Recibió entonces clases de equitación en la Escuela Militar de Saumur, en Francia. Cuando el rey Sisowath Monivong, su abuelo materno, murió el 23 de abril de 1941, el Consejo Real camboyano eligió al príncipe Norodom Sihanouk como Rey de Camboya.
A la muerte de su abuelo, el rey Sisowath Monivong, fue seleccionado para reinar por el Consejo Real del Trono, acto que se cree estuvo influenciado por las autoridades de la administración colonial francesa en Indochina. El primer contendiente al trono era Sisowath Monireth, que pasó a ocupar el cargo de secretario personal del rey y que ocuparía luego por un corto tiempo la regencia.
Fue coronado en septiembre de 1941, cuando tenía 19 años. El joven rey se hizo célebre en sus inicios por una vida de extravagancias y un afecto especial por las mujeres. En 1952 se casaría con su sexta esposa, Monique, de padres italianos y camboyanos.

## Actividades independentistas

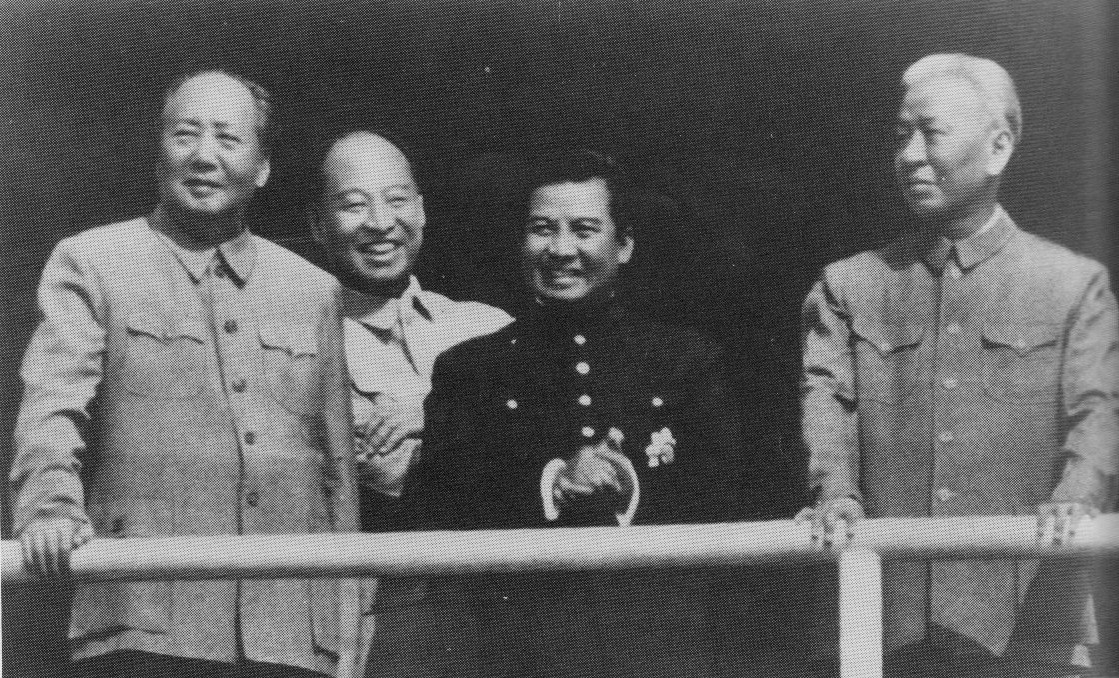
Beijing, 1956: Mao Zedong, Peng Zhen, Sihanouk, Liu Shaoqi

La Segunda Guerra Mundial debilitó a uno de los países más poderosos, Francia, el cual había regido la vida política y explotado los recursos camboyanos durante más de un siglo. Los sentimientos independentistas se extendían por toda Indochina. En Camboya, Sihanouk se convirtió en portaestandarte de estas aspiraciones de independencia. Comenzó así un proceso de presión internacional contra Francia después de 1945, el cual exigía que abandonase sus colonias. Entre los más célebres actos de Sihanouk destacó el autoexilio en Bangkok en mayo de 1953, alegando que no volvería a Camboya hasta que los franceses se retirasen y les otorgasen la independencia. Con dicho acto llamaba la atención del mundo y ponía a Francia en aprietos diplomáticos. 
El 9 de noviembre de 1953 la autoridad colonial francesa se retira y Camboya proclama su independencia. El rey Sihanouk es reconocido como Padre de la Patria y gana ventaja sobre otros movimientos políticos que también estaban implicados en los procesos de independencia.[cita requerida] Hace entonces su segundo gran movimiento histórico, pues abdica el 2 de marzo de 1955 como rey en favor de su padre y queda de esa manera libre para presentarse a las elecciones a primer ministro. El gran respeto del pueblo camboyano por la tradicional monarquía y la popularidad de Sihanouk le auparon al puesto tras una arrolladora victoria en las elecciones. 
El 22 de junio de 1956 fue condecorado por España con la Gran Cruz de la Orden del Mérito Militar con distintivo blanco.
En 1960 muere su padre, pero mantuvo el título de príncipe, mientras su madre Sisowath Kossamak se convirtió en Reina de Camboya.

## La guerra de Vietnam
Durante la guerra de Vietnam comenzaría entonces para Camboya la época más difícil de su historia. El príncipe Sihanouk declaró al país en neutralidad y protestó por el intervencionismo de parte de los Estados Unidos, lo que le atrajo la antipatía de ese país. Los estadounidenses creían que la política de neutralidad de Sihanouk era completamente falsa y que permitía el acceso a territorio camboyano al Vietcong para actividades logísticas. 
El príncipe Sihanouk demostró simpatía por la República Popular China y por Mao Zedong en particular. Algunos personajes reconocidos como el presidente francés Charles de Gaulle, el emperador etíope Haile Selassie y la ex primera dama de Estados Unidos Jackie Kennedy visitaron Camboya durante su reinado. Sihanouk sugirió que el comunismo sería inevitable en el Sudeste Asiático. Sin embargo, era enemigo acérrimo del joven movimiento de los Jemeres Rojos, a quienes perseguía, pues uno de los objetivos de este grupo era convertir a Camboya en una República de izquierda, lo que significaría una pérdida de privilegios para la Familia Real camboyana.[cita requerida]
Todas esas políticas confusas y ambiguas lo debilitaron. Así, el 18 de marzo de 1970, aprovechando que se encontraba de viaje oficial en China, el general Lon Nol dio un golpe de Estado, imponiendo un República prooccidental, en colaboración con Estados Unidos, que necesitaban del territorio camboyano para cerrar el paso a la avanzada de Hồ Chí Minh. Este golpe fue el origen de la guerra civil camboyana.

## Exilio
Sihanouk no pudo regresar a su país para detener el golpe. Lon Nol se alió con los Estados Unidos y Vietnam del Sur, involucrando de manera directa a Camboya en el conflicto y generando una guerra civil en el país. 
Por su parte, China comenzó a suministrar apoyo a los Jemeres Rojos, quienes utilizaron el nombre de Sihanouk para acrecentar la fuerza militar. Muchos de ellos luchaban con la intención no sólo de expulsar a los americanos, sino de restaurar al príncipe Sihanouk. China garantizó la estadía del príncipe y apoyó la constitución de su "gobierno en exilio". 
Quien había perseguido sin miramientos a los Jemeres Rojos se alió con ellos contra Lon Nol y los Estados Unidos. Una decisión paradójica, pues años atrás Pol Pot había afirmado: "La monarquía es un vil postulado que vive de la sangre y el sudor de los campesinos. Sólo la Asamblea Nacional y los derechos democráticos darán a los camboyanos un espacio de respiro. La democracia que reemplazará a la monarquía es una inigual institución, pura como el diamante". [cita requerida]
Los Jemeres Rojos controlarían sus palabras y acciones en el exilio, tarea particular de Ieng Sary, como expresaría el mismo príncipe al embajador de Suecia en Vietnam, Jean-Christophe Oberg: "Ese abominable Ieng Sary me está espiando siempre (...) Señor Embajador, si usted mira al pie de la cortina cuando salga de este salón, verá sus pies. Está siempre de pie para escuchar"
Pero el papel que jugaría Norodom Sihanouk en el esquema de los Jemeres Rojos se evidenciaría ya desde marzo de 1973. En aquel año, los Jemeres Rojos habían tomado bajo control gran parte del territorio camboyano, y el Tratado de Paz de París que detuvo el bombardeo estadounidense, le dio la oportunidad al príncipe de hacer una visita sobre la zona liberada. 
De esa visita afirma Nayan Chanda: "Durante el viaje, él y su esposa, la princesa Monique, fueron absorbidos por los líderes de los Jemeres Rojos, quienes exitosamente evitaron cualquier contacto directo con la población. Todo lo que él vio fueron rostros grises que tenían que sacudir los puños coordinadamente y gritar lemas. Sihanouk no tuvo la oportunidad de hacer sus actos usuales - saltar entre la multitud, tocar a la gente que se empujaría hacia adelante con el grito de ¡"Samdech Euv"! (Señor papá)[cita requerida].

## Kampuchea Democrática
El 11 de abril de 1975, en sus últimos esfuerzos de ganar la guerra, los Estados Unidos ofrecen a Sihanouk el restablecimiento de su gobierno en Nom Pen y la salida del gobierno de Lon Nol. Entre uno de los muchos errores políticos estadounidenses en Indochina durante la guerra de Vietnam había estado el de menospreciar el enorme significado que el pueblo camboyano daba a la figura de su monarca. Los Jemeres Rojos publicaron una lista negra (con la supuesta aprobación de Sihanouk) con los nombres de los altos funcionarios de la República Jemer que tendrían que morir. La propuesta llegó demasiado tarde: pocos días después, el día 17, Nom Pen caía ante los Jemeres Rojos, lo que llevó a la fundación de la Kampuchea Democrática. 
El 9 de septiembre de 1975 la plaza de Tian'anmen de Pekín se vistió de fiesta para despedirlo en su regreso al Nom Pen liberado. Su papel en Camboya sería protocolario. El 4 de abril de 1976 fue obligado a retirarse, entonces pudo salir del país para refugiarse primero en Corea del Norte y después en China. La razón por la cual el príncipe no fue asesinado fue la oposición del Gobierno chino a su ejecución.

## La invasión vietnamita
Vietnam no soportó las ofensivas de los Jemeres Rojos y, junto a camboyanos disidentes, lanzó una gran operación militar para derrotar a la cúpula de la Kampuchea Democrática. En esta operación estaba uno de los nuevos protagonistas de la historia del país, el antiguo primer ministro camboyano Hun Sen. 
Sihanouk apoyó la resistencia de los Jemeres Rojos, cuyos líderes se habían refugiado en el nordeste del país para conformar de nuevo una guerrilla contra los nuevos invasores. 
En 1982 conforma la Coalición del Gobierno de Kampuchea Democrática, de la cual él fue el presidente. En dicha coalición estaban presentes el Funcipec, su propio partido, el KPNL de Son Sann y los Jemeres Rojos.

## Presidencia de Hun Sen
Comienza entonces la presidencia de Hun Sen, en la cual el príncipe Sihanouk recuperaría mucho de su autoridad. Vietnam retiró sus fuerzas del país en 1989. El 14 de noviembre de 1991 Sihanouk hace otro de sus innumerables regresos, esta vez aclamado como héroe. Un referéndum proclama la monarquía constitucional con su oposición y es elegido nuevamente como monarca constitucional del Reino de Camboya, nuevo nombre del país desde 1993. Su salud no es la mejor, pero acepta el nuevo puesto a sus 75 años. 
Amnistía a varios de los líderes de los Jemeres Rojos, entre ellos Ieng Sary, quienes se reintegran a la vida nacional.
El 7 de octubre de 2003 abdica por segunda vez en favor de su hijo Norodom Sihamoní y decide volver a marcharse al extranjero. Se establece en Pionyang en 2004 y después en Pekín, donde fallecería en 2012.

## Familia
Se casó seis veces y engendró a 14 hijos en un periodo de 11 años. Entre ellos destaca Norodom Sihamoní, quien es el actual rey de Camboya:
1. Neak Moneang Phat Kanhol (1920–1969, miembro del Ballet Real de Camboya; casados en 1942, divorciados posteriormente)
  - SAR Samdech Preah Ream Bopha Devi (1943-)
  - SAR Samdech Krom Preah Norodom Ranariddh (1944-)
2. SAR Princesa Sisowath Pongsanmoni (1929–1974; casados en 1942, divorciados en 1951)
  - SAR Samdech Borom Reamea Norodom Yuvaneath (1943-)
  - SAR Samdech Norodom Racvivong Sihanouk (1944–1973)
  - Samdech Preah Mohesarra Norodom Chakrapong (1945-)
  - SAR Samdech Princesa Norodom Sorya Roeungsay (1947–1976)
  - SAR Princesa Norodom Kantha Bopha (1948–1952)
  - SAR Samdech Norodom Khemanourak Sihanouk (1949–1975)
  - SAR Samdech Princesa Norodom Botum Bopha (1951–1976)
3. Anak Munang Thach (casados en 1943)
4. SAR Princesa Sisowath Monikessan (HRH Princesa Sisowath Naralaksha Munikesara, 1929–1946; casado en 1944)
  - SAR Samdech Norodom Naradipo (1946– ????) Hijo adoptado, su padre biológico es el Príncipe Norodom Chantaraingsey
5. SAR Princesa Samdech Preah Reach Kanitha Norodom Norleak  (Princesa Devisa Naralakshmi, nacida 1927; casados en 1946 "formalmente" el 4 de marzo de 1955)
6. Mam Manivan Phanivong (Mam Munivarni Barni Varman, 1934–1975; casados en 1949)
  - SAR Princesa Norodom Socheatha Sujata (1953–1975)
  - SAR Samdech Preah Anoch Norodom Arunrasmy (1955-)
7. SM Reina Madre Norodom Monineath Sihanouk (antes Paule-Monique Izzi, nacida el 18 de junio de 1936; casados el 12 de abril de 1952 "formalmente" el 5 de marzo de 1955)
  - SM Rey Norodom Sihamoní (1953-)
  - SAR Samdech Norodom Narindrapong (1954–2003)

## Distinciones honoríficas[4]

### Distinciones honoríficas camboyanas
- Soberano Gran Maestre de la Real Orden de Camboya.
- Soberano Gran Maestre de la Real Orden de Monisaraphon.
- Soberano Gran Maestre de la Orden Nacional de la Independencia.
- Soberano Gran Maestre de la Real Orden de Sahametrei.
- Soberano Gran Maestre de la Orden Camboyana del Mérito Agrícola.
- Soberano Gran Maestre de la Orden de Su Majestad la Reina.

### Distinciones honoríficas españolas
- Caballero Gran Cruz de la Orden del Mérito Militar (con distintivo blanco) (22/06/1956).[5]